# Melitaea pavlitzkajana
Melitaea pavlitzkajana is een vlinder uit de familie Nymphalidae. De wetenschappelijke naam van de soort is voor het eerst geldig gepubliceerd in 1943 door Sheljuzhko.